# 2023年美国汽车工人联合会罢工
2023年美国汽车工人联合会罢工是一场由美国汽车工人联合会發起的針對福特汽车、通用汽车和斯泰蘭蒂斯的罷工。这三家汽车制造商的工厂的约145,000名工人是美国汽车工人联合会的成员，占到美国汽车制造业全部工人数量的56%。福特汽车、通用汽车和斯泰蘭蒂斯每年生产的汽车占美国总产量的50%，占美国国内生产总值的1.5%。

## 历史
罢工始于2023年9月15日，当时美国汽车工人联合会未能与这三家汽车制造商达成协议。此次罷工也是该工会首次發起的同時針對对这三家汽车制造商的罢工。
美国汽车工人联合会员工与福特汽车、通用汽车和斯泰蘭蒂斯的劳资合同于2023年9月14日到期（合同每4年簽一次）。新合同谈判于當年7月开始，福特汽车提出給工人加薪20%、通用汽车提出加薪18%、斯泰蘭蒂斯提出加薪17.5%，而美国汽车工人联合会要求加薪40%。新当选的美国汽车工人联合会主席肖恩·费恩立場强硬，他認為福特汽车、通用汽车和斯泰蘭蒂斯的掌门人过去4年来薪水平均上涨了40%，所以工人的薪水涨幅也要保持同步。最終新合同談判失敗，这促使美国汽车工人联合会决定罢工。肖恩·费恩對停滞不前的工资表示不滿，他認為工人工資無法趕上通货膨胀，而且呼吁结束取消两级工资制度、让所有临时工成为正式员工，他還要求三家汽车制造商恢复2007年—2008年環球金融危機期間取消的工人加班和退休福利，而且要实行每周四天工作制。
对于這三家汽车制造商来说，如果答應了美国汽车工人联合会的要求，會使得劳动力成本急劇上升，從而在與那些沒有工会的車企（例如特斯拉）競爭時會落在下風。三家汽车制造商表示，他们為了向電動汽車轉型，打算將传统燃油汽车的利润投入到新的生产技术當中。
10月2日，通用汽車及福特周一宣布，由於罷工，將裁減更多員工，人數合共為500人。經濟顧問公司AEG估計，自9月15日美國汽車工人聯合會開始大罷工以來，已經為整個汽車行業帶來近40億美元的損失。
10月6日，由於美国汽车工人联合会与通用汽车公司达成一项协议，允许通用汽车旗下的电池工厂工人加入工会，美国汽车工人联合会宣布推迟扩大针对底特律三家汽车制造商的罢工规模。
10月11日下午，福特公司肯塔基州卡车工厂的8700名汽车工人开始罢工。
10月25日，美国汽车工人联合会表示，工会与福特汽车公司已达成初步劳资协议。
10月28日，美国汽车工人联合会宣布与斯特兰蒂斯达成初步协议。當天近4000名田纳西州斯普林希尔通用汽车工厂的工会工人開始罢工。
10月30日，通用汽车和美国汽车工人联合会达成一项临时协议，隨後美国汽车工人联合会罢工暫停。
11月19日，美国汽车工人联合会批准了工人与福特和斯特兰蒂斯的新合同。此前數天美国汽车工人联合会批准已批准工人與通用汽車的新合同。

## 反應
伯尼·桑德斯呼吁福特、通用汽车和斯泰蘭蒂斯的首席执行官不要贪婪。美國總統拜登同樣支持罢工工人。
唐纳德·特朗普批评了美国汽车工人联合会的领导层，他還批評了拜登政府的电动汽车政策。
福特首席执行官表示，如果美国汽车工人联合会的建議早在2019年就生效，那福特就會破产。美国汽车工人联合会主席肖恩·费恩表示福特首席执行官的話完全是一派胡言，他表示一辆汽车的劳动力成本是5%，即使工人的工资翻倍且不提高汽車的售價，公司仍然可以賺数十亿美元。